# Jelena Sokolova (atletinja)
Jelena Aleksandrovna Sokolova (rusko Елена Александровна Соколова), ruska atletinja, * 24. julij 1986, Belgorod, Sovjetska zveza.
Nastopila je na poletnih olimpijskih igrah leta 2012, ko je dosegla uspeh kariere z osvojitvijo naslova olimpijske podprvakinje v skoku v daljino. Srebrno medaljo je osvojila tudi na evropskih dvoranskih prvenstvih leta 2009.